# Push It (Rick Ross)
Push It è un singolo del rapper statunitense Rick Ross, pubblicato nel 2006 ed estratto dal suo album di debutto Port of Miami.

## Descrizione
Il brano utilizza un sample tratto da Scarface (Push It to the Limit), canzone del 1983 scritta da Giorgio Moroder e Pete Bellotte per il film Scarface e interpretata dal musicista statunitense Paul Engemann.

## Video musicale
Il video musicale riprende la trama del film Scarface.

## Tracce
1. Push It - 3:31